# حمودة باي (قسنطينة)
حمودة باي هو باي قسنطينة وحاكم بايلك الشرق ضمن أيالة الجزائر في العهد العثماني. حكم خلال سنة 1707 ليخلفه فيما بعد علي بن حمودة باي.